# Кубок Лихтенштейна по футболу 2004/2005
Кубок Лихтенштейна по футболу 2004/05 (нем. Liechtensteiner Cup 2004/05) — 60-й сезон ежегодного футбольного соревнования в Лихтенштейне. Победитель кубка квалифицируется в квалификационный раунд Кубок УЕФА 2005/06. Обладателем кубка в 34-й раз в своей истории стал Вадуц.

## Квалификация
Матч состоялся 24 августа 2004 года.
| Хозяева   | Счёт | Гости         |
| --------- | ---- | ------------- |
| Вадуц III | 2:3  | Тризенберг II |

## Первый раунд
Матчи состоялись 28 и 29 сентября 2004 года.
| Хозяева         | Счёт          | Гости          |
| --------------- | ------------- | -------------- |
| Эшен-Маурен III | 0:9           | Шан            |
| Шан II          | 0:4           | Руггелль       |
| Бальцерс II     | 1:1 (пен.3:0) | Тризен         |
| Тризенберг II   | 0:6           | Эшен-Маурен    |
| Тризен II       | 1:5           | Эшен-Маурен II |
| Вадуц II        | 1:2           | Тризенберг     |
| Руггелль II     | 0:9           | Вадуц          |
| Шан III         | 0:8           | Бальцерс       |

## 1/4 финала
Матчи состоялись 20 и 26 октября 2004 года.
| Хозяева     | Счёт | Гости          |
| ----------- | ---- | -------------- |
| Руггелль    | 0:3  | Эшен-Маурен    |
| Бальцерс II | 1:8  | Вадуц          |
| Тризенберг  | 3:0  | Эшен-Маурен II |
| Шан         | 1:4  | Бальцерс       |

## 1/2 финала
Матчи состоялись 9 и 10 ноября 2004 года.
| Хозяева    | Счёт | Гости       |
| ---------- | ---- | ----------- |
| Тризенберг | 2:4  | Эшен-Маурен |
| Вадуц      | 5:1  | Бальцерс    |

## Финал
Финал состоялся 5 мая 2005 года на стадионе Райнпарк в Вадуце.
| Хозяева | Счёт | Гости       |
| ------- | ---- | ----------- |
| Вадуц   | 4:1  | Эшен-Маурен |